# Chingwin Publishing Group
Ching Win Publishing Co., Ltd. (en chino, 青文出版社股份有限公司; pinyin, Qīngwén Chūbǎn Shè Gǔfèn Yǒuxiàn Gōngsī) es un grupo editorial taiwanés famoso por su gran selección de manga, establecida en 1964 en Taipéi. Aunque inicialmente estaba destinado a ser una compañía editorial general, cambió su principio a publicar principalmente manga, novelas ligeras y revistas de cultura pop durante la década de 1990. Además de traducir manga japonés y novelas ligeras, también es compatible con autores taiwaneses locales.

## Publicaciones
Revistas de manga
- 快樂快樂

Versión traducida de CoroCoro Comic (Shogakukan). Pero también contiene muchos manga de Shueisha y Kodansha junto con algunos manhwa de Corea del Sur.
- 元氣少年

Versión traducida de Shōnen Sunday (Shogakukan). Mensual.
- Alice少女流行漫畫誌

Versión traducida de Bessatsu Friend (Shogakukan). Mensual.
- Ching Win Boy Comic

Revista mensual de manga Shonen.
Otras revistas
Chingwin Publishing Group publica muchas versiones localizadas de revistas japonesas.
- Famitsu (Enterbrain)
- Dengeki Hobby Magazine (MediaWorks)
- With (Kodansha)
- Vivi (Kodansha)
- Cawaii! (Shufunotomosha)

Novelas ligeras
- Elite Novels 菁英文庫

Versiones traducidas de Super Dash Bunko y Cobalt Bunko de Shueisha.